# Trinità d'Agultu e Vignola
Trinità d'Agultu e Vignola (La Trinitai e Vignóla in gallurese, Trinidade e Bignolas in sardo logudorese) è un comune italiano di 2 524 abitanti della provincia della Gallura Nord-Est Sardegna in Sardegna. Il toponimo storico é Vignolas, in uso nei documenti ufficiali del Regno di Sardegna ancora nel XVIII secolo.  

## Geografia fisica

### Territorio
Istituito nel 1958 come comune indipendente, l'abitato principale di Trinità d'Agultu sorge a 365 m di altitudine e domina un ampio territorio che comprende una vasta regione marittima e lo rende una rinomata località di villeggiatura, soprattutto nel periodo estivo. A nord-est e a ridosso della costa vi è la regione di Vignola, di Costa Paradiso e la frazione di Lu Colbu. Fanno parte del territorio anche la spiaggia di Li Feruli, il borgo dell'Isola Rossa, la Marinedda, Canneddi e Tinnari.

## Storia
Nel territorio la più antica traccia del passaggio dell'uomo è costituita da un'industria litica, attribuibile al mesolitico, rinvenuta in un riparo sotto roccia presso Porto Leccio.
Del periodo romano alcuni reperti ritrovati nel mare di Isola Rossa fanno ritenere che tale sito doveva costituire un punto d'appoggio per i naviganti e commercianti.
Nel 1926 durante i lavori di scavo per la costruzione della strada Aggius-Trinità, in località Lu Tuvu, presso la borgata rurale di Badas fu rinvenuto un paiolo contenente monete romane dell'epoca repubblicana. Gli operai del cantiere si divisero il malloppo e solo qualche tempo dopo l'archeologo Antonio Taramelli, venutone a conoscenza, riuscì a recuperarne una ventina, tutte databili dal 200 al 2 a.C.
Nel Medioevo, il territorio era compreso nelle Curatorie di Monte Carello e Vinyolas, appartenenti al Giudicato di Gallura.

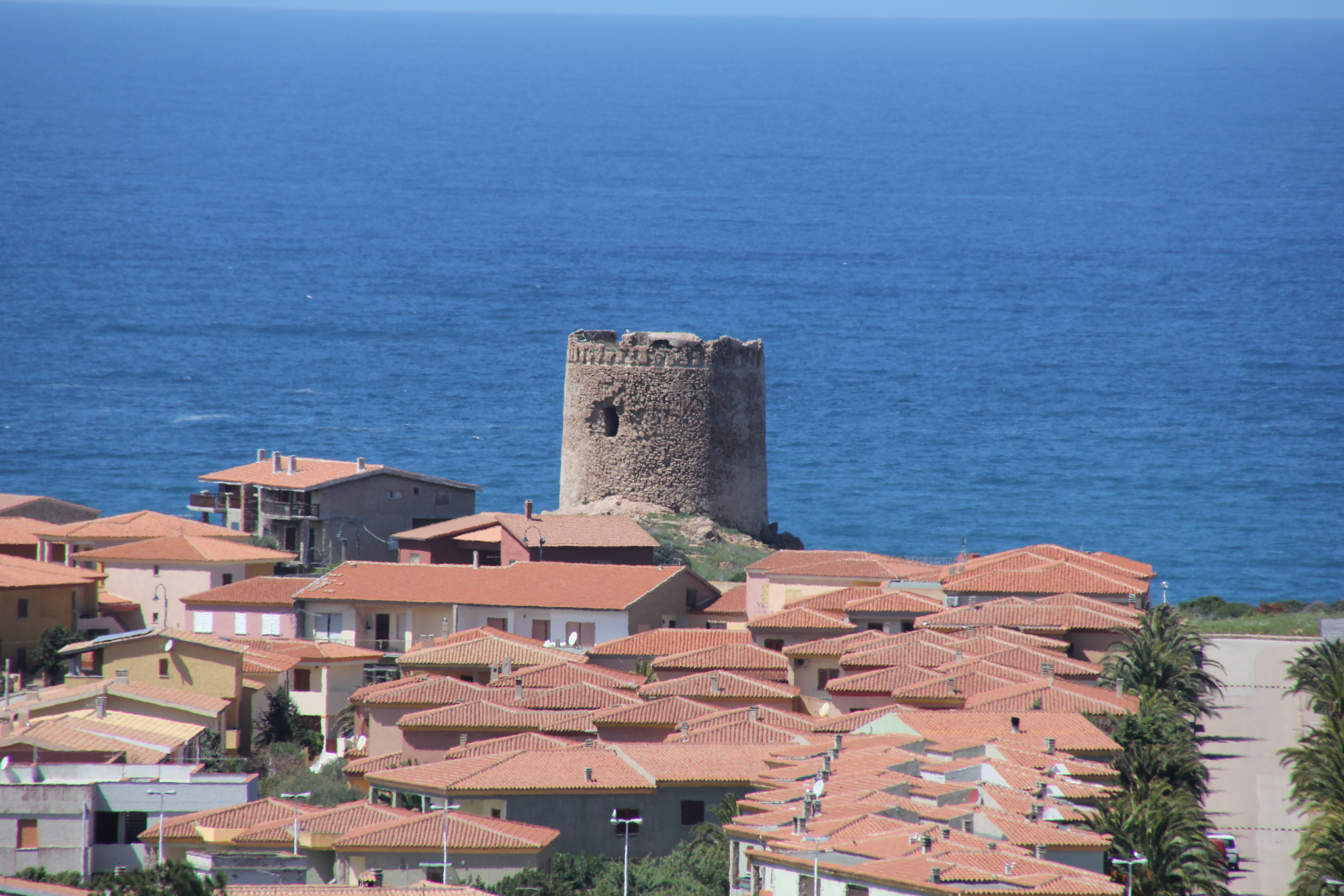
La torre spagnola

Al XVI secolo risale la costruzione della torre costiera  di avvistamento dell'Isola Rossa, per opera degli spagnoli.
La nascita del centro abitato di Trinità d'Agultu, formatosi attorno all'antica chiesa campestre, risale alla seconda metà dell'Ottocento. Fu popolato da famiglie provenienti dai vicini centri della Gallura  interna (principalmente Tempio Pausania) e costiera (Santa Teresa Gallura) nonché dell'Anglona e dei vicini stazzi aggesi e bortigiadesi. Da rilevare anche una buona presenza di genovesi e toscani all'epoca stabilitisi in zona per la lavorazione del carbone vegetale.

### Simboli
Lo stemma e il gonfalone del comune di Trinità d'Agultu e Vignola sono stati concessi con decreto del presidente della Repubblica dell'11 maggio 2004.
Il gonfalone è un drappo di rosso.

## Monumenti e luoghi d'interesse

### Architetture religiose
Nella piazza centrale del complesso urbano principale è presente la chiesa della Santissima Trinità che, secondo la tradizione locale, fu edificata all'inizio del Settecento e trasformata in parrocchia rurale nel 1813 da monsignor Stanislao Paradiso.
Nel territorio di Trinità sono inoltre presenti diverse chiese campestri: San Pietro, San Giuseppe, Santa Maria di Vignola, San Giovanni, San Michele e Sant'Antonio. Nei dintorni del capoluogo vi sono i resti di due chiese medioevali: Sant'Orsola e Santa Barbara. Altri edifici di culto, di recente costruzione (fine sec. XX), sono la cappella della Natività di Maria (Paduledda) e quella di San Lorenzo (Isola Rossa).

### Architetture militari
- Torre dell'Isola Rossa
- Punta Tinnari (in rovina)
- Tamburu (ruderi)
- La Marinedda (scarsi ruderi)
- Edificio a monte dell'abitato di Trinità
- Postazione di Santa Barbara (ruderi)

### Siti archeologici
Dal punto di vista archeologico, è da segnalare una domus de janas, attribuibile al Neolitico recente, situata in località Conca di li Fati, nei pressi dell'Isola Rossa. Il periodo nuragico è rappresentato dai nuraghi di Bastianazzu e di Lu Naragheddu, attualmente ridotto a rudere, mentre il nuraghe Avru Mannu, spesso erroneamente chiamato Auru Mannu, non esiste più da diversi decenni.

### Luoghi di interesse naturalistico
Notevoli, dal punto di vista paesaggistico, le rocce di Costa Paradiso, modellate dal vento e dal mare in milioni di anni, e le spiagge di Li Feruli, la Spiaggia Longa dell'Isola Rossa, La Marinedda, Canneddi, Tinnari, Li Cossi e Cala Sarraìna.

## Società

### Evoluzione demografica
Abitanti censiti

### Lingua e dialetti
Il dialetto parlato a Trinità d'Agultu è prevalentemente il gallurese nella variante di Aggius. Nella zona di Vignola al confine con Aglientu vi è qualche traccia del gallurese di Tempio.

## Geografia antropica

### Frazioni

#### Isola Rossa
L'agglomerato costiero di Isola Rossa, così chiamato per il colore dell'isolotto omonimo che lo fronteggia a circa 400 metri dalla costa, conserva un borgo marinaro e una torre costiera cinquecentesca, retaggio del dominio spagnolo.

#### Costa Paradiso

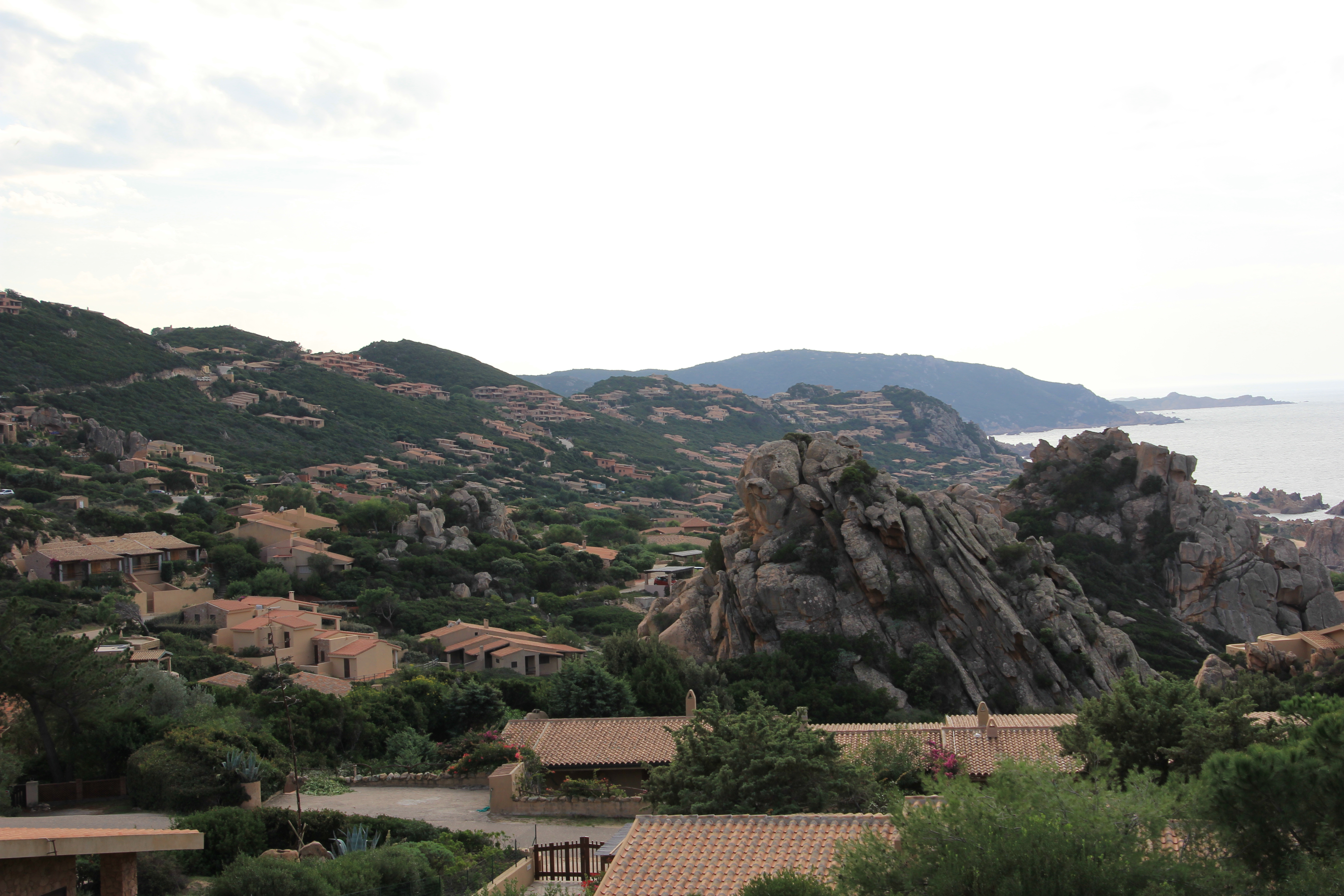
Costa Paradiso

Costa Paradiso nasce intorno alla fine del 1960 come lottizzazione privata gestita autonomamente, e oggi è una comunità situata tra il comune di Trinità d’Augultu e Vignola, che rappresenta da tempo una delle località turistiche più conosciute del nord Sardegna; la comunità offre una grande quantità di abitazioni tra molteplici villette e appartamenti a schiera, vicino ai quali vengono offerti servizi per offrire al meglio ogni anno i turisti che hanno la possibilità di immergersi, in una grande macchia mediterranea che circonda le abitazioni. Sono inoltre presenti due centri principali nella comunità: piazzetta paradiso, e piazzetta Maya e dove sono presenti anche un servizio di guardia medica privata e di sorveglianza interna turnale.
In questo contesto l'architetto Alberto Ponis ha progettato numerosi edifici residenziali inseriti nel contesto naturale, ispirati alle forme organiche della costa e alle architetture tradizionali rurali, gli 'stazzi' galluresi.

### Spiagge limitrofe
Vicino a Costa Paradiso si trovano splendide spiagge solitarie e facilmente raggiungibili con la macchina a pochi passi dalla comunità. Queste spiagge caratteristiche offrono fondali unici che permettono di compiere avventure subacquee quotidiane andando alla scoperta di luoghi marini splendidi e ancora poco conosciuti. Nei dintorni di Costa Paradiso si trovano alcune delle spiagge più belle della zona nord-est della Sardegna e per raggiungerle basta uscire da Costa Paradiso proseguire verso Trinità d'Agultu o verso Santa Teresa di Gallura e si avrà la possibilità di raggiungere spiagge caratteristiche come ad esempio; cala li cossi, cala sarraina, naracu nieddu.

#### Li Còssi

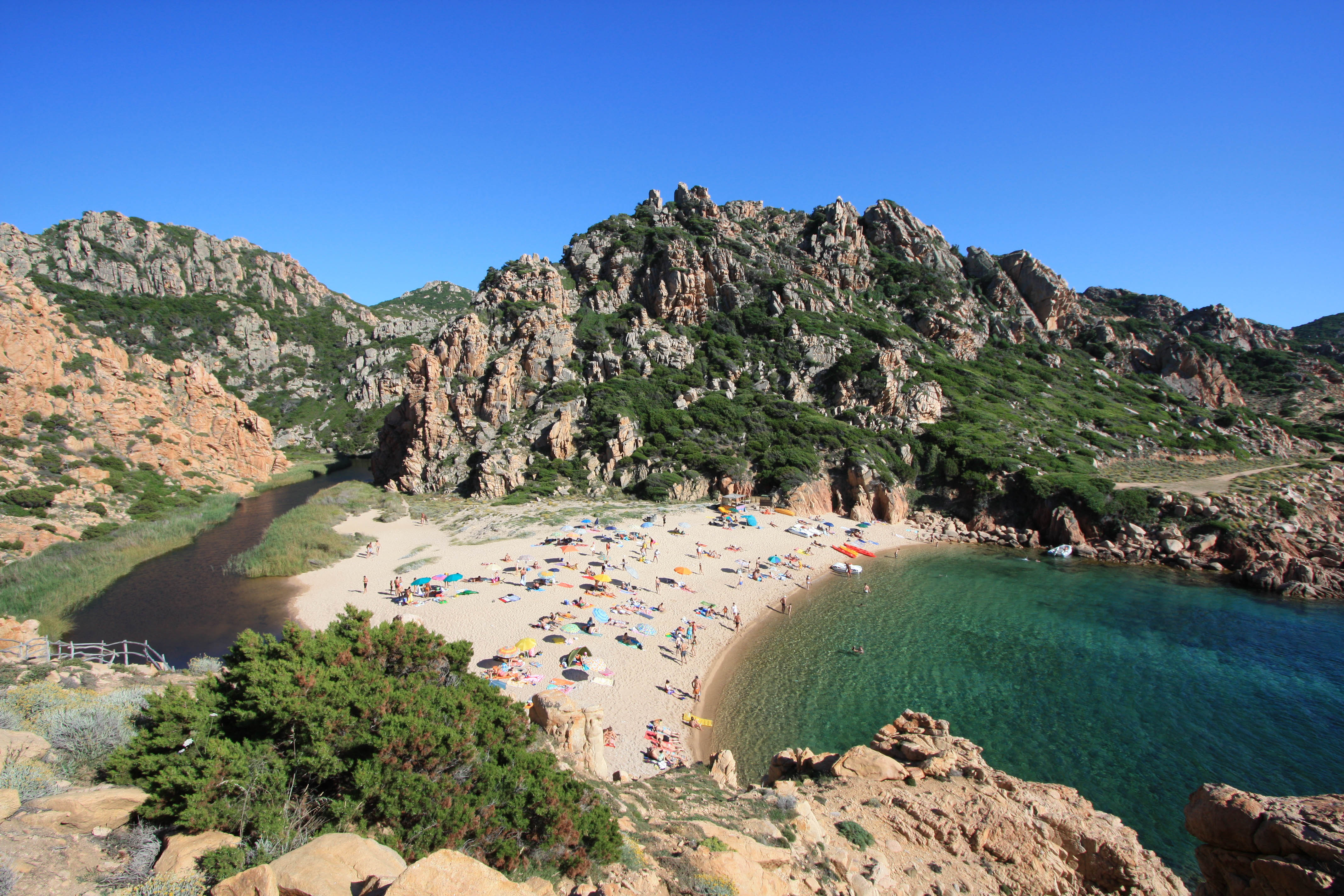
Li Còssi

Li Còssi è una spiaggia situata nel comprensorio di Costa Paradiso alla quale si accede tramite un sentiero percorribile in circa dieci minuti in mezzo a un meraviglioso panorama tra le rocce che si specchiano nel mare dai riflessi multicolori. Il fondale sabbioso e liscio e l’acqua cristallina permettono di svolgere attività di immersioni per i più esperti. La spiaggia di Li Còssi è stata anche teatro di riprese cinematografiche nel film Black Stallion.

#### Cala Sarraina
Cala Sarraina è una piccola ma suggestiva cala, vicino alla comunità di Costa Paradiso; per raggiungerla infatti basta percorrere la SP90 in direzione di Santa Teresa di Gallura e procedere per circa 10 kilometri fino a quando non si trovano le indicazioni per la spiaggia; la baia offre sabbia granitica e rocce rosate che la rendono unica nel suo genere.

## Economia e Cultura
A partire dagli anni settanta è divenuto una ricercatissima meta balneare; famose le località turistiche di Cala Sarraina, Costa Paradiso, Isola Rossa, La Marinedda e Cala Rossa. 
Dal 2021, nel mese di agosto, si svolge il Costa Rossa Festival delle Arti.

## Amministrazione
| Periodo         | Periodo         | Primo cittadino | Partito                                | Carica  | Note   |
| --------------- | --------------- | --------------- | -------------------------------------- | ------- | ------ |
| 28 maggio 2006  | 15 maggio 2011  | Anna Muretti    | lista civica                           | Sindaco | [ 8 ]  |
| 15 maggio 2011  | 5 giugno 2016   | Anna Muretti    | lista civica "Alleanza Democratica"    | Sindaco | [ 9 ]  |
| 6 giugno 2016   | 11 ottobre 2021 | Giampiero Carta | lista civica "Alleanza Democratica"    | Sindaco | [ 10 ] |
| 11 ottobre 2021 | in carica       | Giampiero Carta | lista civica "AD Alleanza Democratica" | Sindaco | [ 11 ] |